# El Allia
El Allia es un municipio (baladiyah) de la provincia o valiato de Ouargla en Argelia. En abril de 2008 tenía una población censada de 7509 habitantes.
Se encuentra ubicado al sureste del país, en el desierto del Sahara, cerca de la frontera con Túnez.